# Downtown Records
Downtown Records es una compañía discográfica estadounidense afincada en la ciudad de Nueva York. Su distribuidora, The Orchard Music es una empresa subsidiaria de Sony Music. Los fundadores de la discográfica fueron Josh Deutsch y Terence Lam en 2006.
Otras discográficas hermanas de Downtown Records son Dim Mak Records, Fool's Gold Records y Mad Decent.
Downtown Records también opera en ocasiones como Downtown Events en un festival que promociona titulado The Downtown Music Festival.
Es también propietaria del sello Mercer Street Records y, por ende, de todos sus artistas, entre ellas Cyndi Lauper.

## Artistas actuales
Downtown Records:
- Andrew Wyatt
- Amanda Blank
- Art Brut
- Brett Dennen
- Butter the Children
- Carla Bruni
- Chet Faker
- Cold War Kids
- Crookers
- Cyndi Lauper
- Duck Sauce
- Duke Dumont
- Eagles of Death Metal
- Electric Guest
- Gnarls Barkley
- Houses
- Jonathan Wilson
- Justice
- Kid Sister
- Kate Earl
- Katie Herzig
- Lissy Trullie
- Major Lazer
- Mapei
- Marilyn Manson
- Mas Ysa
- Miike Snow
- Mos Def
- MSTRKRFT
- Penguin Prison
- Port St. Willow
- Sammi Sanchez
- San Fermin
- Santigold
- Say Lou Lou
- Scissor Sisters
- Spank Rock
- The Cranberries
- The Drums
- Vacationer
- Wildcat! Wildcat
- White Denim

Mercer Street Records:
- Aṣa
- David Gray
- Femi Kuti
- Jessie Harris
- Kitty, Daisy & Lewis
- Meshell Ndegeocello
- Ozomatli
- William Fitzsimmons
- Miss Tommy Genesis